# 두두을
두두을(豆豆乙) 또는 두두리(豆豆里)는 신라시대에서 고려시대를 걸쳐 조선시대까지 경주 일대에서 숭배된 목각 우상이다.
두두을 신앙은 《삼국유사》의 비형랑 설화에 그 기원을 두고 있다. 《신증동국여지승람》에서는, 비형이 있던 이후로 세속에서 두두을을 매우 성대하게 숭배하였다고 한다. 고려 무인시대 이의민이 자기 집에 사당을 차려 두두을을 숭배하는 등 경주 출신들은 다른 지방으로 이사를 가서도 두두을을 숭배하였다. 어느날 사당에서 곡소리가 들려 이의민이 들어가 보니 두두을이 “내가 너를 지켜준 지 오래되었는데 이제 하늘에서 재앙을 내리려고 하니 내가 의탁할 곳이 없어 통곡한다”고 했다. 이의민은 그 뒤 얼마 안 되어 몰락해 버렸다. 1225년, 살리타가 저고여 살해사건을 항의하기 위해 고려에 찾아오자 경주에서 두두을이 “10월 18일을 기해서 무기와 안장 얹은 말을 보내주면” 적들과 싸워 이기겠노라 하였다는 전언이 보고되었다. 이에 최우가 안장 얹은 말을 그려서 경주로 보내 주었으나 아무런 효험도 없었다.
조선시대에는 경주 본부의 남쪽 10리 왕가수(王家藪)라는 곳에서 두두을이 숭배되었으나, 현재로서 왕가수라는 곳이 어디인지는 알 수 없다. 근현대에 들어 두두을 신앙은 거의 소멸하였으나, 언제부터 쇠퇴하기 시작했는지 역시 정확히는 알 수 없다.

## 대중문화의 두두을
대한민국의 2003년 사극 《무인시대》에서는 의인화되어 전무송이 연기했다. 두두을은 경주의 승려 출신으로, 고려 상장군 이의민을 통해 신라 부흥 운동을 시도하였으나 이의민이 타락하자 그를 버리고 김사미·효심의 난을 일으켰다. 이의민이 최충헌에게 숙청되고 김사미·효심의 난이 진압된 이후에도 경주 지역에 암약하다가 이비·패좌의 난 와중 박진재에게 토벌되어 사망했다.

## 두두을이 등장한 작품
- 《무인시대》(KBS, 2003년~2004년, 배우:전무송)
- 《진혼기 (판타지소설)

## 같이 보기
- 이의민
- 김사미·효심의 난
- 이비·패좌의 난